# Jardín botánico Villa San Roque
El jardín botánico Villa San Roque, es un jardín botánico especializado en la flora de la sierra norte de la comunidad de Madrid la Sierra de La Cabrera, en La Cabrera, administrado, mientras existió, por el "Patronato Madrileño de Áreas de Montaña" (PAMAM), dependiente de la Comunidad de Madrid. 

## Localización
Jardín botánico Villa San Roque Centro de Innovación Turística Villa San Roque, Avenida de la Cabrera, 36, 28751 La Cabrera, Comunidad de Madrid España.
- Su horario de visita 
  - Lunes a viernes de 10:00 a 17:00 horas.

El jardín cuenta con un recorrido indicado y accesible diseñado para acoger la visita de particulares y visitas guiadas de colegios, ayuntamientos o instituciones.

## Historia
El Jardín Botánico Villa San Roque se encuentra en el Centro Turístico del mismo nombre situado en el municipio de La Cabrera. Es el jardín de una antigua Villa de Recreo de La Cabrera. En él las especies propias de la jardinería ornamental conviven con una gran variedad de plantas autóctonas y de rocas presentes en la Sierra Norte de Madrid. 
El jardín botánico se creó en 1990-1995, siendo inaugurado el 15 de mayo de este último año, como parte del Centro de Turismo; tras algunas mejoras, fue reinaugurado el 9 de julio del 2009. Está dedicado, en exclusiva, a albergar especies representativas y autóctonas de la flora de la Sierra Norte. El nuevo jardín está ubicado en el Centro de Innovación Turística Villa San Roque en La Cabrera, gestionado por la Consejería de Presidencia, Justicia y Portavocia del Gobierno de la Comunidad de Madrid.
Esta instalación recrea el paisaje vegetal de la Sierra Norte y permite al visitante realizar un paseo por esta zona de la región descubriendo sus bosques, conociendo su geología, su flora y disfrutando de sus paisajes, ya que el jardín está equipado con 40 paneles explicativos.

## Colecciones
Alberga especies vegetales regionales y está dividido en varias zonas temáticas: 
- 'Arte y Naturaleza. El Jardín Tradicional de Especies Ornamentales', en la que se pueden encontrar muestras de algunas de las rocas presentes en jardines históricos, parques y espacios ajardinados de la Sierra y que se combinan con flores silvestres, enredaderas o vincas, árboles y arbustos como los lilos, aligustres, tilos, laureles o frutales.
- Paisajes de la Sierra: El Jardín de Especies Autóctonas', es una muestra de las especies botánicas autóctonas más representativas ordenadas por sus afinidades ecológicas, como el pino albar, piornales y matorrales serranos acompañados de enebros rastreros, brezos, céspedes de montaña, plantas bulbosas y pastizales que se dan en las cumbres y en las vaguadas. Por último, está el espacio conocido como Bosque Atlántico formado por hayas, roble albar o abedul.
- La botica de la Sierra Norte', donde se encuentran distintas especies de plantas medicinales propias de la zona como hierba luisa, valeriana o el cilantro entre otros. Junto a él se ha ubicado 'La huerta serrana' que alberga variedades hortícolas locales como el puerro, la cebolla o la hoja de roble.
- Especies de plantas sin flor como musgos, líquenes y helechos. Este recorrido cuenta además con dos pozos que abastecen a las especies, un pequeño estanque y una fuente de piedra que también presenta vegetales acuáticos típicos.